# 盖尔讷
盖尔讷（法語：Guernes，法語發音：[ɡɛʁn]）是法国伊夫林省的一个市镇，属于芒特拉若利区。

## 地理
盖尔讷（49°0'40"N, 1°38'9"E）面积8.54 平方千米，位于法国法蘭西島大區伊夫林省，该省份为法国北部内陆省份，北起瓦兹河谷省，西接厄尔省，西南接厄尔-卢瓦省，东南接埃松省，东临上塞纳省。
与盖尔讷接壤的市镇（或旧市镇、城区）包括：福兰维尔-代讷蒙、芒特拉若利、梅里库尔、罗勒布瓦斯、塞纳河畔罗尼、圣马丹拉加雷讷。

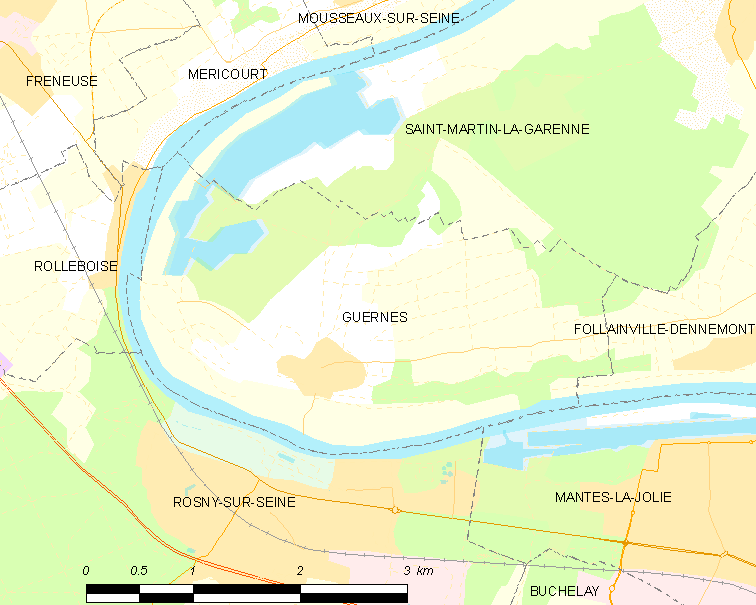
盖尔讷的OSM定位图

盖尔讷的时区为UTC+01:00、UTC+02:00（夏令时）。

## 行政
盖尔讷的邮政编码为78520，INSEE市镇编码为78290。

## 政治
盖尔讷所属的省级选区为利迈县。

## 人口

1962-2008年间盖尔讷人口变化图示

盖尔讷于2022年1月1日时的人口数量为1085人。